# Knightstown, Irland
Knightstown är en ort i republiken Irland. Den ligger i den sydvästra delen av landet, 300 km sydväst om huvudstaden Dublin. Knightstown ligger 7 meter över havet och antalet invånare är 215. Den ligger på ön Valencia Island.
Terrängen runt Knightstown är varierad. Havet är nära Knightstown åt nordväst.Runt Knightstown är det glesbefolkat, med 19 invånare per kvadratkilometer. Närmaste större samhälle är Cahersiveen, 5,1 km nordost om Knightstown. Trakten runt Knightstown består i huvudsak av gräsmarker.